# Peter Gowland
Peter Gowland (Los Angeles, 3 april 1916 – Pacific Palisades, 17 maart 2010) was een Amerikaans "glamour"-fotograaf en acteur.
Hij was de zoon van de acteurs Gibson Gowland en Sylvia Andrew en speelde zelf mee in zeker 17 films. Zo speelde hij een kleine rol in Citizen Kane. Als glamourfotograaf was hij onder meer bekend van zijn foto's van vrouwelijk schoon als Jayne Mansfield en Vera Miles, maar ook van Rock Hudson en Henry Miller. Verder was Gowland bekend omdat hij zelf zijn studio-ontwerp en -bouw deed. Gowland ontwierp daarnaast verschillende grootformaatcamera's.